# Daniel Clavero Sebastián
Daniel Clavero Sebastián (Madrid, 9 d'agost de 1968), fou un ciclista espanyol, professional entre 1990 i 2003. No va aconseguir cap victòria durant la seva carrera però si que va obtenir un 2n lloc en una etapa del Tour de França i un 3r en una del Giro d'Itàlia. Destacava per ser un bon escalador.

## Palmarès
- 1997
  - Vencedor d'una etapa del Gran Premi Jornal de Noticias

### Resultats a la Volta a Espanya
- 1995. 8è de la classificació general
- 1996. 14è de la classificació general
- 1997. 6è de la classificació general
- 1998. No surt (8a etapa)
- 2000. 68è de la classificació general
- 2001. 46è de la classificació general

### Resultats al Giro d'Itàlia
- 1993. Abandona (11a etapa)
- 1998. 5è de la classificació general
- 1999. 9è de la classificació general
- 2000. Abandona (16a etapa)
- 2001. 26è de la classificació general
- 2002. No surt (6a etapa)
- 2003. 43è de la classificació general